# Bactra legitima
Bactra legitima es una especie de polilla del género Bactra, categorizada en la tribu Olethreutini, de la subfamilia Olethreutinae.

## Distribución
Se distribuye por Seychelles.

## Taxonomía
Fue descrita por Meyrick en 1911 y publicada en (Bactra), Trans. Linn. Soc. Lond. 14: 269.